# Taiwu
Taiwu é uma cidade rural localizada na província de Pingtung, Taiwan.